# Харіус європейський
Харіус європейський (Thymallus thymallus) — вид риб роду Харіус. Природний ареал охоплює Палеарктичну зону: північна Європа від Великої Британії і Франції до Уралу в Росії. В Україні живе в басейнах Тиси, Прута та Дністра; єдиний представник харіусових в українських водоймах.

## Вигляд
Тіло міцне, видовжене, струнке. Голова маленька, рот нижній, невеликий, на щелепах є дрібні зуби. Спинний плавець довгий, особливо в статевозрілих самців. За спинним плавцем, як і в лососевих, є жировий плавець. Тіло вкрите лускою середніх розмірів. Забарвлення строкате. Спина сіро-зелена, боки сріблясті, на них видовжені бурі смужки. Черево сріблясте. Спинний, анальний і хвостовий плавці мають фіолетовий відтінок та численні темні плями і смужки.

## Спосіб життя

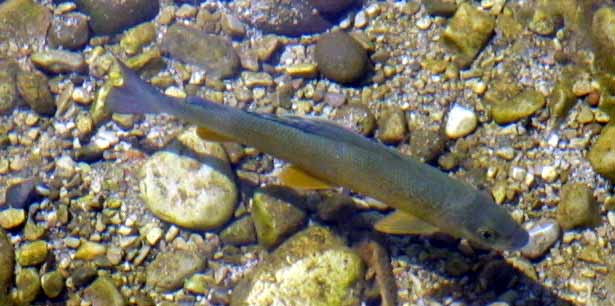
Харіус у природному середовищі

Харіус європейський — житель невеликих гірських річок з прозорою водою і кам'янистим дном, у яких перекати чергуються із плесами. Порожистих місць і водоспадів уникає, бо там, як правило, каламутна вода, в якій погано видно придонні організми — основний корм харіуса. Може жити і у великих річках, якщо вода в них багата на кисень. У гірських річках, на берегах яких немає лісів, а вода досягає температури понад 25 °C і на дні багато мулу, харіус не водиться. У верхніх течіях річок він живе поряд з бабцем строкатоплавцевим, у передгір'ях — з яльцем, яльцем-андругою, головнем, підустом, мареною, лососем дунайським.
Молодь частіше тримається табунцями, що менш властиве дорослим рибам. Дорослі риби тримаються в одному місці протягом усього літа. Залишають його тільки під час нересту, активного полювання або зміни зовнішніх умов (високі чи низькі температури води, паводки, забруднення). На зимівлю переміщуються в ями, до яких надходить проточна вода.

### Розмноження

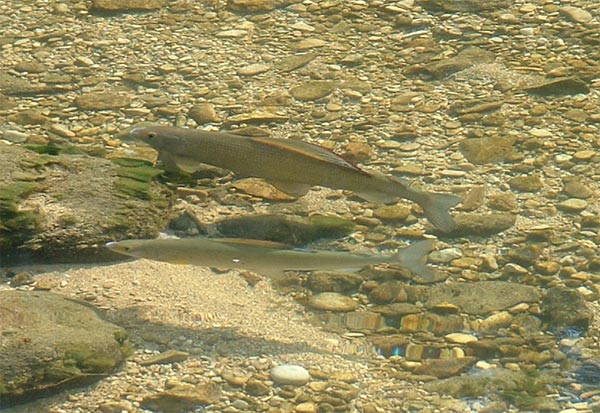
Харіуси з Франції

З настанням весни табуни харіуса йдуть до нерестовищ — мілководних ділянок з швидкою течією і дном, укритим галькою і грубозернистим піском. Тут самиці будують гнізда. У нижніх ділянках річок нерест відбувається раніше, приблизно в кінці березня — на початю квітня, а з просуванням в гори затримується аж до середини травня. Нерест стає можливим при температурі води +6…+10 °С. Статева зрілість настає на третьому році життя. У період нересту самиці мають досить яскраве забарвлення: золотисті смужки розміщуються між рядами лусок по боках тіла і по череву. У самок забарвлення зеленувато-сріблясте. Нерест триває не більше як тиждень, при похолоданні — довше. Ікра приклеюється до каменів. Самка завдовжки 34 см і масою близько 500 г може відкласти понад 5 тис. ікринок, діаметр яких перевищує 2 мм. З них через три-три з половиною тижні викльовуються личинки, які інтенсивно ростуть.

### Живлення

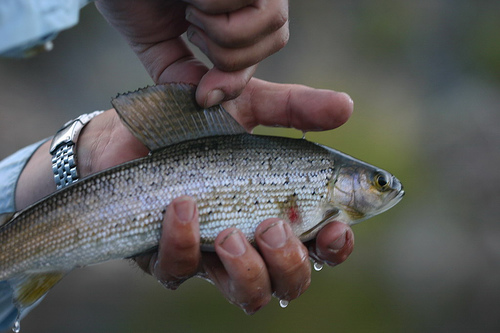
Впійманий харіус

Живиться личинками ставковиків, рачками, молюсками та іншими придонними організмами, а влітку — комахами, які падають на поверхню води (мурашками, жуками, мухами тощо). Нерідко він споживає і дрібних риб, зокрема бабців.
Ріст харіуса залежить від висоти річки над рівнем моря (а жити він може у річках на висоті близько 1500 м над рівнем моря) від характеру берегів, заселеності водойми рибами. Наприклад, у річках Закарпаття на першому році життя харіус буває завдовжки до 8 см, на третьому — до 25 см, на шостому — до 35 см. Отже, якщо за перші три роки життя річні прирости довжини тіла становлять в середньому 7 — 10 см, то в наступні роки вони зменшуються до 4,5—2,5 см. Прирости маси тіла протягом перших трьох років становлять 8—70 г, у наступні — понад 150 г, на сьомому році життя риби цього виду досягають маси близько 600 г, а зрідка і до 1 кг.
Найефективнішими засобами охорони є боротьба із забрудненням річок та збереження лісів уздовж їх берегів. Вилов цього виду риб заборонений.